# Parcé-sur-Sarthe
Parcé-sur-Sarthe é uma comuna francesa na região administrativa do País do Loire, no departamento de Sarthe. Estende-se por uma área de 38.99 km². Em 2010 a comuna tinha 2 144 habitantes (densidade: 55 hab./km²).